# 投資法人
投資法人（とうしほうじん）は、資産を主として一定の資産（特定資産）に対する投資として運用することを目的として、投資信託及び投資法人に関する法律に基づき設立された社団法人をいう。

## 概要
投資法人は、法人とされ、また、その事業としてする行為及びその事業のためにする行為は、商行為とされる。その名称は商号とされ、「投資法人」をその中に含むことを要する。会社法のうち株式会社に関する規定が準用されており、株式会社を元にした会社型投資信託のためのSPVであるということができる。株式（株券）に相当するものは「投資口」（「投資証券」）、株主（株主総会）に相当するものは「投資主」（「投資主総会」）、社債（社債券）に相当するものは「投資法人債」（「投資法人債券」）、取締役に相当するものは「執行役員」、監査役に相当するものは「監督役員」と呼ばれる。投資法人は本店以外の営業所を設けたり、使用人を雇用することはできない。
投資法人では、会社法上の大会社である株式会社と同様、会計監査人の選任が義務付けられている。投資法人の会計監査人に就任できるのは、公認会計士または監査法人のみである。

## 活用
初めて財務局に登録された投資法人は2000年（平成12年）8月4日（関東財務局長第1号）のジェイ不動産証券投資法人（解散済）であり、2番目は2001年（平成13年）5月10日（関東財務局長第2号）の日本ビルファンド投資法人である。
投資法人の一覧を参照。
2024年（令和6年）6月末時点で、128法人が登録されている。財務局毎の法人数は、関東財務局115法人、近畿財務局7法人、福岡財務支局3法人、北海道財務局・東海財務局・中国財務局が1法人ずつである。詳細は、金融庁の登録投資法人登録一覧を参照。

### 類型
実務上は、ほとんどの場合には不動産投資信託とインフラファンドのために用いられる。
- 不動産投資法人：不動産投資信託（REIT）
  - J-REIT（上場）
  - 私募リート（非上場）
- 証券投資法人：ベンチャーファンド[1]
- インフラ投資法人[2]：インフラファンド

なお、ジェイ不動産証券投資法人及び都市再生ファンド投資法人は、不動産を裏付けとする有価証券等（SPCの社債や出資）のみに対して投資を実施していた点で例外的である（投資対象の一部として、SPCの社債・出資等に投資する例は、一部のJ-REITや私募リートも実施している）。

## 導管性
導管性については、租税特別措置法第67条の15（投資法人に係る課税の特例）等で定められている。
主な導管性要件
- 投資口が50人以上の者によって所有、又は機関投資家のみによって所有されていること
- 投資法人規約において、投資口の発行価額の総額のうちに国内で募集される投資口の発行価額の占める割合が50%を超える旨の記載又は記録があること
- 同族会社（1人の投資主が投資口の50%超を保有）でないこと
- 配当可能利益の90%超を配当すること
- 他の法人の株式や匿名組合契約等の出資割合が50%以上ではないこと
- 資産のうち有価証券や不動産等の特定資産が50%を超えていること